# Fryderyk Hechel
Fryderyk Bogumił Hechel (ur. 30 marca 1795 w Wilnie, zm. 7 maja 1851 w Gräfenbergu) – polski lekarz i historyk medycyny, poseł na Sejm Wolnego Miasta Kraków, dziekan Wydziału Lekarskiego Uniwersytetu Jagiellońskiego.

## Życiorys
Studiował na Uniwersytecie Wileńskim i za granicą. Od 1835 wykładał historię medycyny, medycynę sądową i policję lekarską na Uniwersytecie Jagiellońskim. W latach 1848–1850 był dziekanem Wydziału Lekarskiego UJ. Poseł na Sejm Wolnego Miasta Kraków w 1844. Członek Towarzystwa Naukowego Krakowskiego, założyciel (z Franciszkiem Wężykiem) Krakowskiego Towarzystwa Wstrzemięźliwości. Latem 1850 był zmuszony prosić o urlop zdrowotny, zrezygnował z ubiegania się o kolejną kadencję dziekańską. Z początkiem 1851 roku jest ponownie urlopowany. Obowiązki dydaktyczne przejął w zastępstwie Józef Oettinger. Hechel zmarł w trakcie kuracji w uzdrowisku w Gräfenbergu został pochowany na tamtejszym cmentarzu.

## Wybrane publikacje
- Historyczno-krytyczne badanie początku medycyny sądowej (1839)
- O koniecznej potrzebie i użyteczności policji lekarskiej (1842)
- O pijaństwie (1844)
- Pamiętniki (t. 1-2 1939, t.3 1950)